# Blessing (nome)
Blessing  è un nome proprio di persona inglese maschile e femminile.

## Origine e diffusione
Riprende direttamente il termine inglese blessing, che vuol dire "benedizione" (dall'inglese antico bletsunga, bledsunge, di origine germanica). Ha quindi significato analogo a quello del nome arabo Barak.
Adottato come nome in origine dai Puritani nel Seicento, è oggi usato principalmente nelle comunità anglofone africane, specie in Nigeria e Zimbabwe.

## Onomastico
Il nome è adespota, ovvero non è portato da alcun santo, quindi l'onomastico ricorre il 1º novembre, giorno di Ognissanti.

## Persone

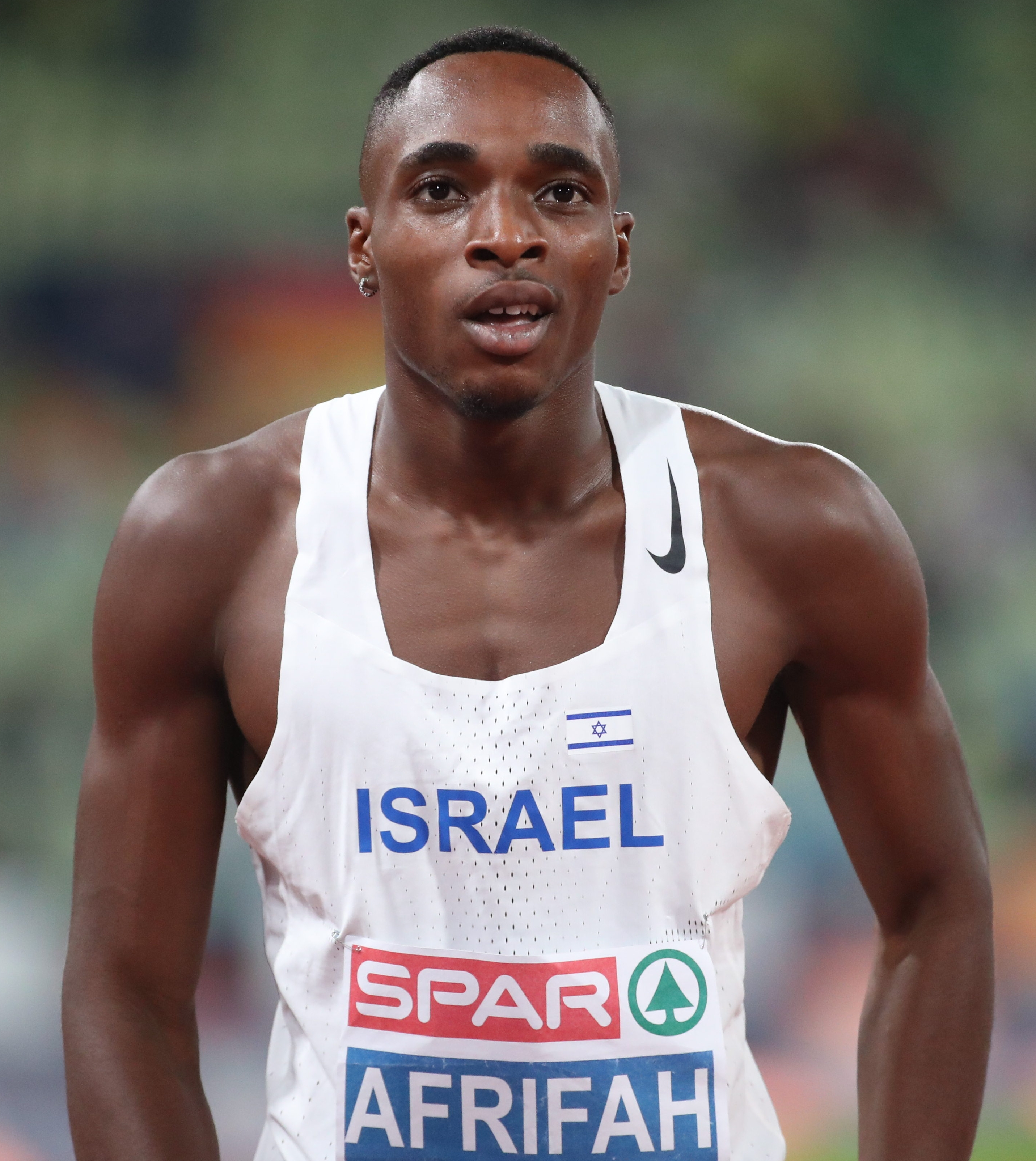
Blessing Afrifah

### Femminile
- Blessing Ibrahim, triplista nigeriana
- Blessing Oborududu, lottatrice nigeriana
- Blessing Okagbare, velocista e lunghista nigeriana

### Maschile
- Blessing Afrifah, velocista israeliano
- Blessing Eleke, calciatore nigeriano
- Blessing Kaku, calciatore nigeriano
- Blessing Makunike, calciatore zimbabwese